# Sphaeronella spinosa
Sphaeronella spinosa är en kräftdjursart som beskrevs av Edward Bradford 1980. Sphaeronella spinosa ingår i släktet Sphaeronella och familjen Nicothoidae. Inga underarter finns listade i Catalogue of Life.